# Deane B. Judd
Deane Brewster Judd (15 novembre 1900 - 15 octobre 1972) est un scientifique américain spécialiste de la colorimétrie.

## Études
Judd est né à South Hadley, Massachusetts, et a étudié à l'Université d'État de l'Ohio et à l'Université Cornell, où il a reçu un PhD en physique en 1926 avec une dissertation sur les images rémanentes de Purkinje. Il a passé toute sa carrière au National Bureau of Standards, l'administration américaine chargée de l'établissement des normes, au laboratoire Munsell de colorimétrie à Washington D.C..
Depuis ses débuts, Judd a innové en matière de psychologie expérimentale et d'utilisation de la spectrométrie dans l'exploration de la vision des couleurs. Il a influencé la détermination des tables qui décrivent l'« observateur de référence » de la Commission internationale de l'éclairage. Il a participé à la définition du système de couleurs de Munsell. Dans les années 1960, il polémica contre le système de synthèse de couleurs par projection de deux couleurs d'Edwin Land.

## Publications
- 1975, avec Günther W. Wyszecki. Color in Business, Science and Industry.
- 1984 (2.e ed. 1984), avec Günther W. Wyszecki, Color Science.